# 該死 (肯卓克·拉瑪專輯)
《該死》（英語：Damn）是美國饒舌歌手肯卓克·拉瑪的第四張錄音室專輯。專輯由Top Dawg娛樂、Aftermath娛樂和新視鏡唱片在2017年4月14日發行。
專輯發佈後廣受樂評界好評，在第一周就獲得60.3萬張銷量，登上美國告示牌二百大專輯榜榜首，並成為第一張獲得普利策音樂獎的非爵士樂或古典作品，在第60屆葛萊美獎上獲得最佳饒舌專輯，而且獲得年度專輯的提名。2020年，這張專輯在滾石雜誌的史上最偉大的500張專輯名單中排名第175位。

## 反響

### 銷售表現
專輯首周便以60.3萬專輯等價單位登上美國告示牌二百大專輯榜第一名，成為拉瑪繼（2015）和《原生嘻哈》（2016）後第三張登上榜首的專輯。在第二周，這張專輯以23.8萬張專輯等價單位繼續保持在美國排行榜的榜首，其中8.7萬張是實體專輯銷量，總銷量達到84.1萬張 。第三周，專輯繼續以17.3萬專輯等價單位保持在排行榜榜首，其中5.7張是實體專輯，總銷量達101.4萬張 。截至2018年4月，專輯在美國已售出100.2萬張實體專輯並擁有313.7萬專輯等價單位。

### 評價
| 綜合得分              | 綜合得分 |
| 來源                  | 評分     |
| --------------------- | -------- |
|                       | 9.1/10   |
|                       | 95/100   |
| 評論得分              |          |
| 來源                  | 評分     |
| AllMusic              | [ 7 ]    |
| 影音俱樂部            | A        |
| 芝加哥論壇報          | [ 9 ]    |
| 每日電訊報            | [ 10 ]   |
| 娛樂週刊              | A        |
| 衛報                  | [ 12 ]   |
| 新音樂快遞            | [ 13 ]   |
| Pitchfork             | 9.2/10   |
| 滾石雜誌              | [ 15 ]   |
| Vice (Expert Witness) | A−       |

## 歌曲列表
| 曲序     | 曲目                     | 词曲 | 製作人                                                                         | 时长  |
| -------- | ------------------------ | --- | ------------------------------------------------------------------------------ | ----- |
| 1.       | BLOOD.                   | 堅迪·達克沃斯 丹尼爾·坦南鮑姆 （ 英语 ： Bekon） Anthony Tiffith                                                                          | Bēkon  Top Dawg                                                   | 1:58  |
| 2.       | DNA.                     | 達克沃斯 麥可·威廉斯二世 | 迈克·威尔·梅迪特                                                               | 3:05  |
| 3.       | YAH.                     | 達克沃斯 馬克·斯皮爾斯 （ 英语 ： Sounwave） 達庫裡·納奇 （ 英语 ： DJ Dahi） Tiffith                                                               | 音浪 （ 英语 ： Sounwave） 迪·達赫 （ 英语 ： DJ Dahi） Top Dawg Bēkon                        | 2:40  |
| 4.       | ELEMENT.                 | 達克沃斯 斯皮爾斯 詹姆斯·佈雷克 （ 英语 ： James Blake (musician)） 里奇·里拉 （ 英语 ： Ricci Riera）                                                                | 音浪 佈雷克 里拉 Tae Beast  Bēkon                                 | 3:28  |
| 5.       | FEEL.                    | 達克沃斯 斯皮爾斯 | 音浪                                                                           | 3:34  |
| 6.       | LOYALTY.（與蕾哈娜合作） | 達克沃斯 納奇 斯皮爾斯 特拉斯·馬丁 （ 英语 ： Terrace Martin） Tiffith                                                                             | 迪·達赫 音浪 馬丁 Top Dawg 庫克·哈勒爾 （ 英语 ： Kuk Harrell）                           | 3:47  |
| 7.       | PRIDE.                   | 達克沃斯 史蒂夫·萊西 （ 英语 ： Steve Lacy） 安娜·懷斯 （ 英语 ： Anna Wise） Tiffith                                                                   | 萊西 Top Dawg Bēkon                                                            | 4:35  |
| 8.       | HUMBLE.                  | 達克沃斯 威廉斯二世 阿什頓·霍根 （ 英语 ： Pluss）                                                                                        | 迈克·威尔·梅迪特 Pluss                                            | 2:57  |
| 9.       | LUST.                    | 達克沃斯 納奇 斯皮爾斯 切斯特·漢森 （ 英语 ： Chester Hansen） 亞歷山大·索文斯基 （ 英语 ： Alexander Sowinski） 馬修·塔瓦雷斯 （ 英语 ： Matthew Tavares） 利蘭·惠提 （ 英语 ： Leland Whitty） | 達赫 音浪 BadBadNotGood                                           | 5:07  |
| 10.      | LOVE.（與扎卡里合作）    | 達克沃斯 扎卡里·帕卡爾多 （ 英语 ： Zacari） 崔維斯·沃爾頓 （ 英语 ： Teddy Walton） 斯皮爾斯 格萊格·科爾斯汀 Tiffith                                  | 泰迪·沃爾頓 （ 英语 ： Teddy Walton） 音浪 科爾斯汀 Top Dawg                               | 3:33  |
| 11.      | XXX.（與U2樂團合作）     | 達克沃斯 威廉斯二世 納奇 斯皮爾斯 Tiffith 保羅·休森 大衛·伊凡斯 亞當·克雷頓 小賴利·慕蘭                                              | 迈克·威尔·梅迪特 達赫 音浪 Top Dawg Bēkon                                      | 4:14  |
| 12.      | FEAR.                    | 達克沃斯 丹尼爾·馬曼 （ 英语 ： The Alchemist (musician)）                                                                                                   | 鍊金師 （ 英语 ： The Alchemist (musician)） Bēkon                                                     | 7:40  |
| 13.      | GOD.                     | 達克沃斯 里拉 斯皮爾斯 納奇 坦南鮑姆 羅納德·拉圖爾 （ 英语 ： Cardo (record producer)） Tiffith Daveon Jackson Mike Hector 沃爾頓 Brock Korsan              | 里拉 音浪 達赫 Bēkon Cardo （ 英语 ： Cardo (record producer)） Top Dawg Yung Exclusive Hector 沃爾頓 | 4:08  |
| 14.      | DUCKWORTH.               | 達克沃斯 派崔克·杜西特 （ 英语 ： 9th Wonder）                                                                                                 | 第九奇觀 （ 英语 ： 9th Wonder） Bēkon                                                   | 4:08  |
| 总时长： | 总时长：                 | 总时长： | 总时长：                                                                       | 54:54 |